# Джон Албърт Кърли
Джон Албърт Кърли (на английски: John Albert Kerley) е американски писател, автор на бестселъри в жанра трилър. Пише под псевдонима Джак Кърли (на английски: Jack Kerley).

## Биография и творчество
Джон Албърт Кърли е роден на 6 декември 1951 г. в Ковингтън, Кентъки, САЩ. На 12 години е пленен от криминалните романи на Лесли Чартърс, а после и на Джон Д. Макдоналд.
Учи история на изкуството и философия в Държавния университет „Бол“ в Мунси, Индиана. След дипломирането си работи в продължение на две десетилетия в областта на рекламата като автор на реклами и творчески директор.
По препоръка на съпругата си Илейн напуска агенцията и започва да пише романи. Първоначалният му ръкопис му отнема три години и е отхвърлен от издателите. Тогава той се насочва към криминалния жанр.
Първият му трилър „Един от 100“ от поредицата „Карсън Райдър“ е публикуван през 2004 г. под псевдонима Джак Кърли. Главният герой, полицейският детектив име Карсън Райдър, странен мъж с неизвестно минало и сменено име, разследва редица убийства изследвайки престъпния умисъл с помощта на брат си, който е в приют за убийство. Помага му детектив Хари Нотилъс. Романът е наситен с пиперлив хумор и полицейски жаргон. Той става бестселър и го прави известен.
Вторият му трилър „Колекционери на смърт“ е избран за най-добър преводен криминален роман в Япония за първото десетилетие на 21 век.
Произведенията на писателя често са в списъците на бестселърите. Те са преведени на 10 езика и са издадени в над 20 страни по света, предимно във Великобритания и Австралия.
Джон Кърли живее със семейството си в гр. Нюпорт, щата Кентъки. Съпругата му също е писателка.

## Произведения

### Самостоятелни романи
- The Memory Killer (2014)
- The Apostle (2014)

### Серия „Карсън Райдър“ (Carson Ryder)
1. The Hundredth Man (2004)
Един от 100, изд.: ИК „Ера“, София (2004), „Санома Блясък България“, София (2013), прев. Весела Прошкова
2. The Death Collectors (2005)
Колекционери на смърт, изд.: ИК „Ера“, София (2005), СББ Медиа, София (2014), прев. Весела Прошкова
3. A Garden of Vipers (2006) – издаден и като „The Broken Souls“
4. Blood Brother (2008)
5. In the Blood (2009)
6. Little Girls Lost (2010)
7. Buried Alive (2010)
8. Her Last Scream (2011)
9. The Killing Game (2013)
10. The Death Box (2013)